# 豊橋点字図書館
豊橋点字図書館「明生会館」（とよはしてんじとしょかん めいせいかいかん）は愛知県豊橋市東松山町にある図書館である。失明者及び福祉関係者に点字図書・録音図書の貸し出しを行い、視覚障害者の福祉と自立更生を図ることを目的としている。

## 概要
明生会館は1968年10月1日に愛知県盲人福祉連合会を経営主体として事業を開始した点字図書館である。
蔵書は点字図書・録音図書と合わせて約6万冊で、貸し出し対象者は失明者、点字図書館及び盲学校、公立図書館及び図書館法に規定されている図書館福祉事務所職員及び身体障害者相談員。
開館時間は月曜から金曜は午前9:00～午後5:00、土曜は午前9:00～午前12:30、 日曜・祝祭日・年末年始は休館。

## 蔵書数
- 点字図書保有状況

|      | 教養書 | 学術書 | 娯楽書 | その他 | 計     |
| 種類 | 710    | 1,328  | 3,004  | 774    | 5,816  |
| 冊数 | 1,723  | 3,604  | 9,972  | 2,257  | 17,556 |
| ---- | ------ | ------ | ------ | ------ | ------ |

- テープ録音図書保有状況

|      | 教養書 | 学術書 | 娯楽書 | その他 | 計     |
| 種類 | 1,492  | 972    | 3,877  | 314    | 6,654  |
| 冊数 | 8,926  | 4,476  | 24,094 | 729    | 38,225 |
| ---- | ------ | ------ | ------ | ------ | ------ |

- CD録音図書保有状況

|      | 教養書 | 学術書 | 娯楽書 | その他 | 計    |
| 種類 | 516    | 535    | 2,124  | 20     | 3,195 |
| 冊数 | 516    | 536    | 2,124  | 20     | 3,196 |
| ---- | ------ | ------ | ------ | ------ | ----- |

(2010年12月現在)

## アクセス
- JR・名鉄名古屋本線豊橋駅東口から徒歩20分
- 豊橋鉄道渥美線柳生橋駅から徒歩15分
- 豊鉄バス松山バス停から徒歩10分